# Референдум щодо членства Польщі в Європейському Союзі (2003)

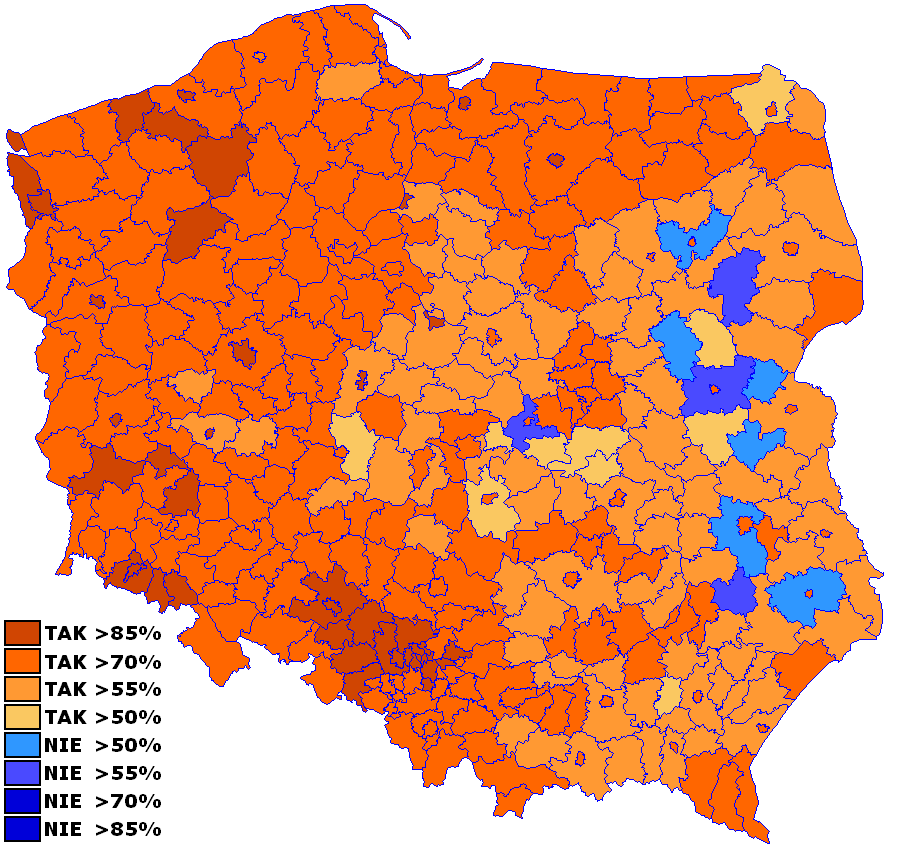
Відсоток голосів «Так» за повітами

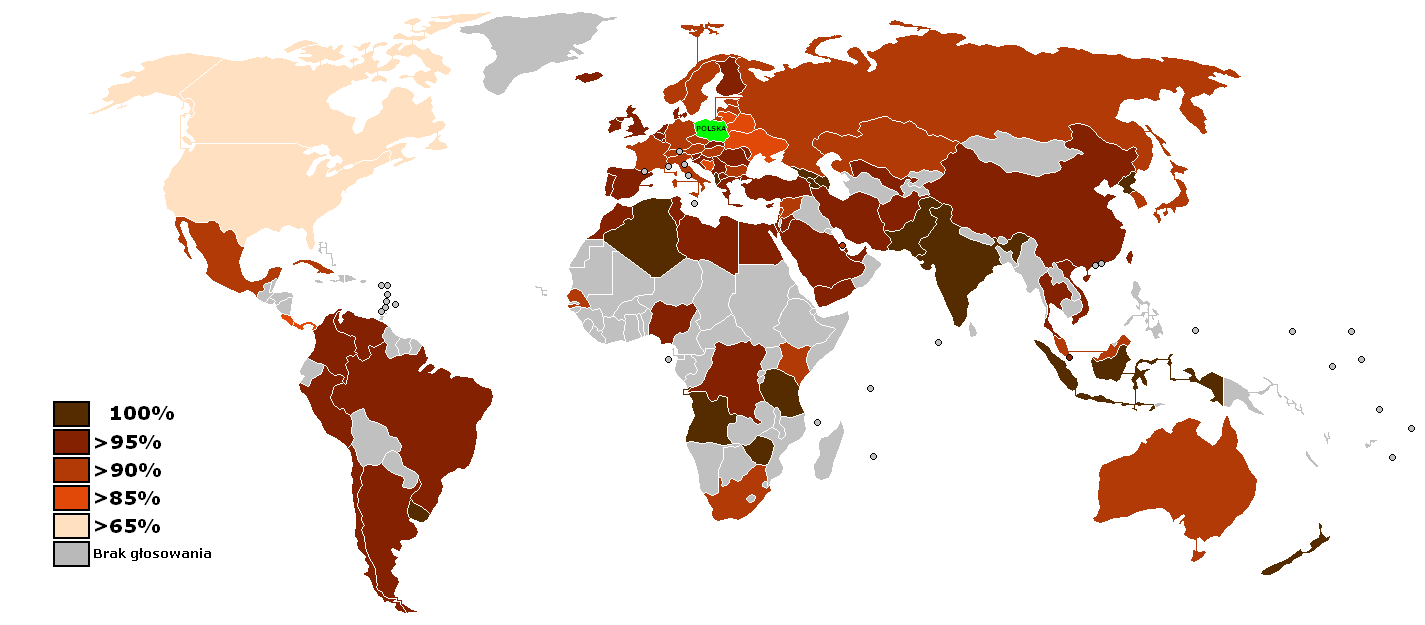
Відсоток голосів «Так» на закордонних ділянках

Польський референдум 2003 року — загальнонаціональний референдум, що був проведений у Польщі 7 і 8 червня 2003 року. На референдумі вирішувалося питання про вступ країни до Європейського Союзу. Пропозицію підтримали 77,6 % виборців. Наступного року Польща приєдналася до Європейського Союзу після ратифікації Договору про приєднання 2003 року. Перші в країні вибори до Європейського парламенту відбулися у 2004 році.

## Передумови

### Позиції головних партій
Правлячий Альянс демократичних лівих та його молодший партнер по коаліції, Лейбористська спілка, активно виступали за приєднання до ЄС. Найбільша опозиційна партія, Громадянська платформа, також рішуче підтримувала вступ до ЄС. Аграрна Польська Народна Партія підтримала кампанію «Так» після того, як її вимоги до уряду були задоволені щодо фермерів. Консервативна партія «Право та справедливість» відкрито критикувала соціальний порядок денний ЄС, але зрештою підтримала вступ до ЄС з економічних міркувань. Радикальна аграрна Самооборона Республіки Польща була сильно євроскептичною з моменту свого заснування, але зрештою залишалася нейтральною під час кампанії. Ультраправа Ліга польських сімей була єдиною партією в Сеймі, яка підтримала кампанію «Ні».
| Позиція    | Політичні партії              | Політичні партії                 |
| ---------- | ----------------------------- | -------------------------------- |
| Так        |                               | Демократичний лівий альянс (SLD) |
| Так        | Громадянська платформа (PO)   |                                  |
| Так        | Закон і справедливість (PiS)  |                                  |
| Так        | Польська народна партія (PSL) |                                  |
| Так        | Унія праці (UP)               |                                  |
| Ні         |                               | Ліга польських сімей (ЛНР)       |
| Нейтральна |                               | Самооборона RP (SRP)             |

Примітка. У таблиці наведено політичні партії, які були представлені в Сеймі на момент референдуму.

### Підтримка світових лідерів
Кілька світових лідерів, у тому числі тодішній канцлер Німеччини Герхард Шредер і тодішній прем'єр-міністр Великої Британії Тоні Блер, прилетіли до Варшави напередодні референдуму, щоб закликати людей вийти і проголосувати. Пан Шредер зокрема сказав польським виборцям, що «не тільки Польщі потрібна Європа, а й Європі потрібна Польща».
Папа Римський Іван Павло II також закликав співвітчизників проголосувати «так», що, очевидно, вплинуло на позицію католицької церкви в Польщі.

### Агітаційні заходи
Агітаційні кампанії тривали по всій країні, на радіо й телебаченні, на шпальтах газет і журналів, в Інтернеті. Зокрема, громадянська ініціатива «ТАК на референдумі» випустила, як повідомляється, 350 тисяч значків, 1,5 млн наклейок, 15 тисяч майок тощо. Ефір і медіапростір заполонили заклики прийти й проголосувати, поставивши «хрестика», а не якусь іншу позначку.

## Питання
На референдум було винесено єдине питання, що вимагало відповідь так чи ні:
|  | Чи підтримує Пані/Пан вступ Республіки Польща до Європейського Союзу? Оригінальний текст (пол.) Czy wyraża Pani / Pan zgodę na przystąpienie Rzeczypospolitej Polskiej do Unii Europejskiej? |

## Результати

### Загальні результати
| Питання               | Відповідь            | Відповідь           | Враховані голоси     | Невраховані голоси   |
| Питання               | Так                  | Ні                  | Враховані голоси     | Невраховані голоси   |
| --------------------- | -------------------- | ------------------- | -------------------- | -------------------- |
| Підтримка вступу в ЄС | 13 514 872 (78,75 %) | 3 935 655 (22,55 %) | 17 450 527 (99,28 %) | 126 187 (0,72 %)     |
| Явка:                 | Явка:                | Явка:               | 17 586 215 (58,85 %) | 17 586 215 (58,85 %) |
| Джерело               | Джерело              | Джерело             | [ 5 ]                | [ 5 ]                |

### Результати по воєводствах
|                      | Підтримка вступу в ЄС | Підтримка вступу в ЄС | Підтримка вступу в ЄС | Підтримка вступу в ЄС | Явка       | Явка    |
| Воєводство           | Так (голосів)         | Так (%)               | Ні (голосів)          | Ні (%)                | Голосів    | %       |
| -------------------- | --------------------- | --------------------- | --------------------- | --------------------- | ---------- | ------- |
| Нижньосілезьке       | 1 155 092             | 83,66 %               | 225 555               | 16,34 %               | 1 388 686  | 60,18 % |
| Куявсько-Поморське   | 711 520               | 77,11 %               | 211 268               | 22,89 %               | 929 397    | 57,90 % |
| Люблінське           | 596 715               | 63,25 %               | 346 661               | 36,75 %               | 951 838    | 55,45 % |
| Любуське             | 380 909               | 84,02 %               | 72 453                | 15,98 %               | 456 354    | 58,21 % |
| Лодзинське           | 844 870               | 71,34 %               | 339 488               | 28,66 %               | 1 194 200  | 57,70 % |
| Малопольське         | 1 121 202             | 76,15 %               | 351 087               | 23,85 %               | 1 472 289  | 59,91 % |
| Мазовецьке           | 1 834 764             | 74,70 %               | 621 541               | 25,30 %               | 2 474 290  | 60,48 % |
| Опольське            | 378 649               | 84,88 %               | 67 453                | 15,12 %               | 449 437    | 54,56 % |
| Підкарпатське        | 634 715               | 70,08 %               | 270 956               | 29,92 %               | 913 045    | 57,32 % |
| Підляське            | 333 656               | 68,63 %               | 152 503               | 31,37 %               | 490 008    | 52,71 % |
| Поморське            | 842 147               | 80,25 %               | 207 322               | 19,75 %               | 1 055 602  | 62,79 % |
| Сілезьке             | 1 927 221             | 84,51 %               | 353 184               | 15,49 %               | 2 294 120  | 61,40 % |
| Свентокшиське        | 403 198               | 75,76 %               | 129 035               | 24,24 %               | 536 941    | 52,14 % |
| Вармінсько-Мазурське | 490 099               | 81,72 %               | 109 610               | 18,28 %               | 605 366    | 54,73 % |
| Великопольське       | 1 201 760             | 77,13 %               | 356 386               | 22,87 %               | 1 570 042  | 60,99 % |
| Західнопоморське     | 658 355               | 84,46 %               | 121 153               | 15,54 %               | 784 287    | 58,48 % |
| Усього по Польщі     | 13 514 872            | 77,45 %               | 3 935 655             | 22,55 %               | 17 576 714 | 58,85 % |
| Джерело              | Джерело               | Джерело               | Джерело               | Джерело               | [ 5 ]      | [ 5 ]   |

## Наслідки референдуму
Відповідно до розділу 3 статті 125 Конституції Республіки Польща, результати референдуму були обов'язковими до виконання, оскільки участь у референдумі взяло більше половини польських виборців. У результаті референдуму Польща стала новим членом Європейського Союзу з 1 травня 2004 року. Вже 13 червня 2004 році в країні пройшли перші вибори до Європейського парламенту.
Загальна вартість референдуму склала 82 279 418 злотих.
10 червня міністерство закордонних справ України привітало Польщу з успішним референдумом стосовно її вступу до Європейського союзу.